# Jordi Sansalvador Garrido
Jordi Sansalvador Garrido (Barcelona, 26 d'abril de 1957) és un sindicalista, politic, psicòleg, professor i poeta català. Membre del Consell Escolar de Catalunya del 1986 al 1998. El 1995 va ser escollit secretari general de la Unió Sindical Obrera de Catalunya (USOC). Candidat al Parlament de Catalunya, Congrés d'Espanya i Ajuntament de Barcelona. Ha publicat quatre llibres: Sentimientos, La estimulación precoz en la educación especial, Estimulación precoz en los primeros años de vida i Nombres Inmortales.

## Obra[calcitació]
- Sansalvador, Jordi (2021)Nombres Inmortales. Autoedicio. Barcelona.
- Sansalvador, Jordi (1998) Estimulación Precoz en los primeros años de vida. Ediciones CEAC. Barcelona. ISBN 84 329 9447 2
- Sansalvador, Jordi (1987) La estimulación precoz en la educación especial. Ediciones CEAC. Barcelona. ISBN 978 84 3299 427 2
- Sansalvador, Jorge (1977) Sentimientos. Autoedició. Barcelona